# Grand Prix automobile des États-Unis 2001
GP précédent GP suivant
Le Grand Prix automobile des États-Unis 2001 (2001 SAP United States Grand Prix), disputé le 30 septembre 2001 sur l'Indianapolis Motor Speedway, est la 679e épreuve de l'histoire du championnat du monde de Formule 1 courue depuis 1950, et la seizième manche du championnat 2001.

## Classement

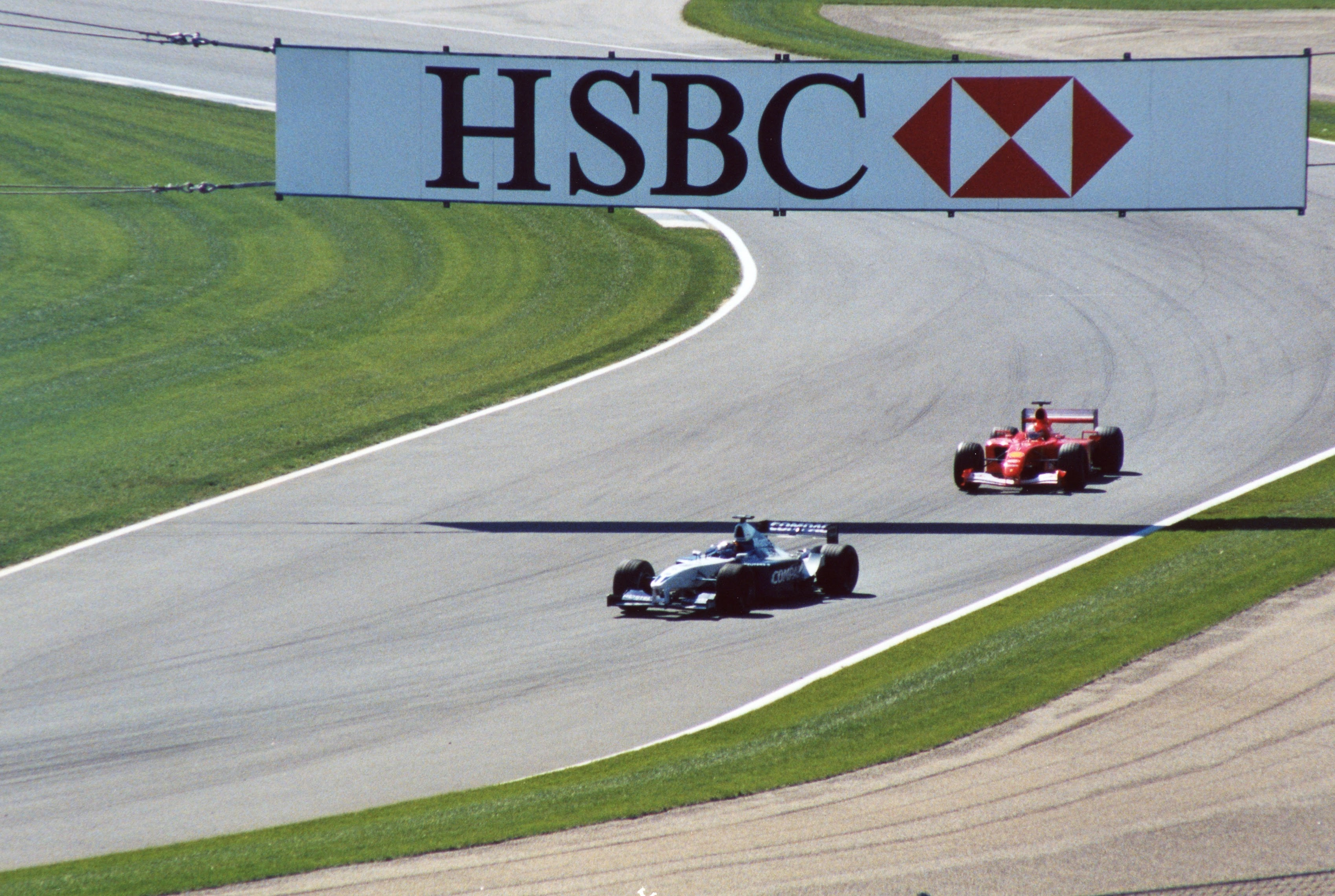
Juan Pablo Montoya précède Michael Schumacher lors du Grand Prix des États-Unis 2001.

| Pos. | No | Pilote                | Écurie           | Tours | Temps/Abandon                      | Grille | Points |
| ---- | -- | --------------------- | ---------------- | ----- | ---------------------------------- | ------ | ------ |
| 1    | 3  | Mika Häkkinen         | McLaren-Mercedes | 73    | 1 h 32 min 42 s 840 (198,039 km/h) | 4      | 10     |
| 2    | 1  | Michael Schumacher    | Ferrari          | 73    | + 11 s 046                         | 1      | 6      |
| 3    | 4  | David Coulthard       | McLaren-Mercedes | 73    | + 12 s 043                         | 7      | 4      |
| 4    | 12 | Jarno Trulli          | Jordan-Honda     | 73    | + 57 s 423                         | 8      | 3      |
| 5    | 18 | Eddie Irvine          | Jaguar-Ford      | 73    | + 1 min 12 s 434                   | 14     | 2      |
| 6    | 16 | Nick Heidfeld         | Sauber-Petronas  | 73    | + 1 min 12 s 996                   | 6      | 1      |
| 7    | 11 | Jean Alesi            | Jordan-Honda     | 72    | + 1 tour                           | 9      |        |
| 8    | 7  | Giancarlo Fisichella  | Benetton-Renault | 72    | + 1 tour                           | 12     |        |
| 9    | 8  | Jenson Button         | Benetton-Renault | 72    | + 1 tour                           | 10     |        |
| 10   | 22 | Heinz-Harald Frentzen | Prost-Acer       | 72    | + 1 tour                           | 15     |        |
| 11   | 9  | Olivier Panis         | BAR-Honda        | 72    | + 1 tour                           | 13     |        |
| 12   | 19 | Pedro de la Rosa      | Jaguar-Ford      | 72    | + 1 tour                           | 16     |        |
| 13   | 15 | Enrique Bernoldi      | Arrows-Asiatech  | 72    | + 1 tour                           | 19     |        |
| 14   | 23 | Tomáš Enge            | Prost-Acer       | 72    | + 1 tour                           | 21     |        |
| 15   | 2  | Rubens Barrichello    | Ferrari          | 71    | Moteur                             | 5      |        |
| Abd. | 10 | Jacques Villeneuve    | BAR-Honda        | 45    | Tenue de route                     | 18     |        |
| Abd. | 14 | Jos Verstappen        | Arrows-Asiatech  | 44    | Moteur                             | 20     |        |
| Abd. | 6  | Juan Pablo Montoya    | Williams-BMW     | 38    | Panne hydraulique                  | 3      |        |
| Abd. | 20 | Alex Yoong            | Minardi-European | 38    | Boîte de vitesses                  | 22     |        |
| Abd. | 5  | Ralf Schumacher       | Williams-BMW     | 36    | Sortie de piste                    | 2      |        |
| Abd. | 21 | Fernando Alonso       | Minardi-European | 36    | Transmission                       | 17     |        |
| Abd. | 17 | Kimi Räikkönen        | Sauber-Petronas  | 2     | Transmission                       | 11     |        |

## Pole position et record du tour
- Pole position : Michael Schumacher en 1 min 11 s 708 (vitesse moyenne : 210,453 km/h).
- Meilleur tour en course : Juan Pablo Montoya en 1 min 14 s 448 au 36e tour (vitesse moyenne : 202,708 km/h).

## Tours en tête
- Michael Schumacher : 14 (1-4 / 27-33 / 36-38)
- Rubens Barrichello : 26 (5-26 / 46-49)
- Juan Pablo Montoya : 2 (34-35)
- Mika Häkkinen : 31 (39-45 / 50-73)

## Statistiques
- 20e et dernière victoire pour Mika Häkkinen.
- 134e victoire pour McLaren en tant que constructeur.
- 39e victoire pour Mercedes en tant que motoriste.
- 200e Grand Prix pour Jean Alesi.
- En hommage aux victimes des attentats du 11 septembre 2001, plusieurs équipes envoient des messages de soutien au peuple américain : la Jordan Grand Prix de Jarno Trulli arbore sur la prise d'air centrale un drapeau américain, ainsi que les mots « Peace no war » (Paix, pas la guerre) tandis que le museau des Ferrari est peint en noir.
- Le Grand Prix se déroule trois semaines après les attentats du 11 septembre et plusieurs écuries durent alterner leurs voyages par la route et par les airs pour se rendre sur le circuit pour des raisons de sécurité.
- Il y avait une réception le dimanche matin avant la course pour honorer les pilotes F1 américains. Étaient présents trois des six Américains qui ont couru au premier Grand Prix automobile des États-Unis à Sebring en Floride en 1959, Phil Hill, le premier champion du monde F1 américain, Rodger Ward, vainqueur par deux fois des 500 miles d'Indianapolis et Bob Said.
- Jarno Trulli perd sa quatrième place sous drapeau à damiers parce que sa Jordan présentait trop d'usure sous son plancher (non-respect de la garde au sol). Après appel de son équipe, son résultat fut rétabli quatre semaines plus tard.